# 린추이차오역

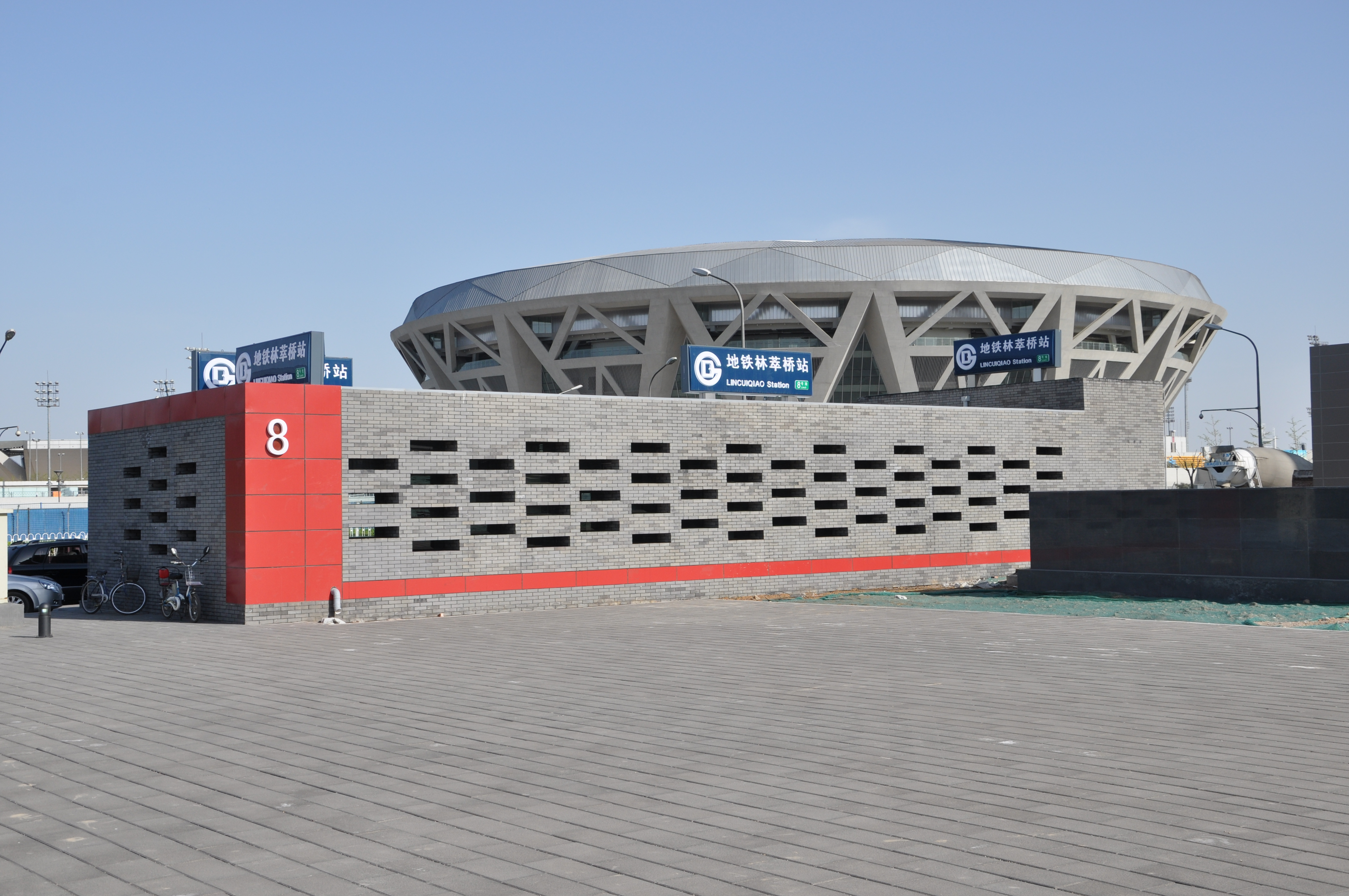
린추이차오역 출구, 뒤에 국가 테니스 센터가 있다.

린추이차오역(중국어: 林萃桥站)은 중국 베이징시 차오양구 아오윈춘 가도 북5환중로 아래에 위치한 베이징 지하철 8호선의 지하철역으로, 2011년 12월 31일 8호선 2기 개통과 함께 개장하였다.

## 역사
초기 8호선 2기에는 린추이차오역이 계획되어 있지 않았다. 그러나 융타이좡역과 삼림공원 남문 역 사이의 간격이 5.1㎞가 되어 비상 대피가 어렵기 때문에 비상정차역과 구간 통풍로를 설치할 계획을 가졌다. 이후 설계가 진행되면서 정식으로 추가역 계획이 마련되어 통과되었다.

## 위치
린추이차오역은 5환로(동서방향)과 린추이로(남북방향)이 만나는 린추이교(林萃桥) 남쪽에 위치하여 동서로 이어진다. 주변에 수이위안장(水源厂)과 국가 테니스 센터 등이 있어 입석 제한이 크다. 인근에는 10여곳의 주거지역이 있으며 수만 명의 주민이 거주하고 있다.
국가 테니스 센터와 인접해 차이나 오픈 기간에 이용객이 많아 이에 따라 막차 시간도 지연된다.

## 역 구조
이 역은 지하 3층으로 이루어졌다. 이중 지하 1층은 대합실이며, 중2층(지하 1층과 지하 2층 사이, 승객은 들어갈 수 없음)은 역설비층이다. 지하2층은 8호선 승강장이며, 섬식 승강장으로 이루어졌다. 역 상단의 색대는 황록색이다.
| 지면층          | 거리                            | A—D출구                                    |
| 지하 1층        | 대합실                          | 고객 센터, 자동 매표기, 이카통(一卡通)충전 |
| 지하 2층 승강장 | ←                               | ■ 8호선 주신좡 방면(융타이좡)              |
| 지하 2층 승강장 | 섬식 승강장, 왼쪽 출입문이 열림 |                                            |
| 지하 2층 승강장 | →                               | ■ 8호선 중국미술관 방면 (삼림공원 남문)    |

## 출구
린추이차오 역은 3개의 출구가 있다.: A(서북), C(동남), D(서남)
|                         |                                                                                          |
| 출구                    | 출구 인근                                                                                |
| 出口 · A                | 북5환(남측), 린추이교(林萃桥)                                                            |
| 出口 · C · 1            | 린추이로, 북5환, 아오린 서로(奥林西路), 국가 테니스 센터, 린추이교, 올림픽선수촌(国奥村) |
| 出口 · D                | 위칭가(域清街), 린추이로, 징스위안(京师园)                                               |
| 아이콘 설명: 엘리베이터 |                                                                                          |